# 鈍頭吻鱥
鈍頭吻鱥（学名：Rhinichthys obtusus）为輻鰭魚綱鯉形目雅羅魚科吻鱥屬的其中一種，分布於北美洲五大湖、俄亥俄河及密西西比河流域，深度2至5公尺，本魚體細長且側扁，背部呈棕褐色至深棕色，側面顏色較淺，下面呈奶油色，側面和背部散佈黑色斑點，從口鼻尖到尾柄有一條的深色中側條紋。在產卵季節，雌魚的條紋為深棕色，雄魚的條紋為鐵鏽粉紅色，幼魚的側條紋更明顯，尾部也有斑點，體長可達8公分，壽命約4年，幼魚喜歡棲息在較淺、安靜、底部有淤泥的溪流、湖泊，而成魚則喜歡具有流動、礫石底質和大量藏身之處的溪流、湖泊，屬肉食性，以昆蟲為食，繁殖期在春季至仲夏，雌魚約2年性成熟，在礫石上產卵。